# Конституционный референдум в Азербайджане (1995)
Конституционный референдум был проведен в Азербайджане 12 ноября 1995 года, наряду с первым туром парламентских выборов. Избирателям был задан вопрос:

Согласны ли вы с принятием проекта первой национальной Конституции Азербайджанской Республики, представленной комиссией, которую возглавляет Президент Азербайджанской Республики Гейдар Алиев, которая подготовила новый проект Конституции Азербайджанской Республики?
Оригинальный текст (азерб.)Siz prezident Heydər Əliyevin sədrlik etdiyi Komissiyanın hazırladığı və təqdim etdiyi ilk milli konstitusiya layihəsinin Azərbaycan Respublikasının Konstitusiyası olaraq qəbul edilməsinə razısınız mı?

Результат был 91,9 % за, при явке 86,1 %.

## Результаты
| Выбор                               | Голосов   | %    |
| ----------------------------------- | --------- | ---- |
| За                                  |           | 91.9 |
| Против                              |           | 6.6  |
| Недействительные/пустые бюллетени   |           | 1.5  |
| Всего                               | 3,556,277 | 100  |
| Зарегистрированных избирателей/явка | 4,132,600 | 86.1 |
| Источник: Nohlen и соавт.           |           |      |